# Mecaphesa inclusa
Mecaphesa inclusa là một loài nhện trong họ Thomisidae.
Loài này thuộc chi Mecaphesa. Mecaphesa inclusa được Richard C. Banks miêu tả năm 1902.